# Re-7
Re-7 est une émission de télévision hebdomadaire puis quotidienne française d'environ 5 minutes consacrée aux jeux vidéo, lancée le 23 septembre 2001 et arrêtée en 2009. Elle est diffusée sur Canal J et sur TV5 Monde[réf. nécessaire]. Elle est produite par Canal J et Bouyaka Productions, et présentée par Bertrand Amar puis par Mathieu Oullion.

## Principe et positionnement
Re-7 est une émission consacrée à l'actualité des jeux vidéo, présentée par Bertrand Amar (de 2001 à 2006), puis par Mathieu Oullion (de 2006 à 2009, en voix off), et diffusée sur Canal J. L'émission, qui se veut être « la référence des jeunes gamers », propose « des tests, des reportages, des news, des avant-premières, des astuces », « des mini tests nommés « Rapido », des previews, des dossiers et des interviews », et couvre « les grands rendez-vous de l’année comme les « X0 (en) » de Microsoft ou l’E3  ». Les jeunes « peuvent chaque semaine devenir eux-mêmes testeurs dans l’émission » et « la rédaction de Re-7 rencontre fréquemment des célébrités issues du monde de la musique, du cinéma ou des comiques pour leur faire essayer les dernières nouveautés. »
Selon David Choquet de Gamekult, « le ton est un peu plus mature [que dans Des souris et des roms], bien qu'accessible à tous » ; Bertrand Jouvray de JeuxActu précise : « tout l’aspect subversif et controversé de la violence dans le jeu vidéo est immédiatement éliminé, puisque Re-7 n’évoque jamais des jeux comme GTA ou Manhunt. L’horaire de diffusion ne le permettrait pas et ces jeux ne s’adressent clairement pas à la cible de Canal J. Mais peu importe, le reste de la production vidéoludique est traité avec sérieux et humour. »

## Réalisation
Re-7 est la première émission produite par Bertrand Amar avec sa société Bouyaka Productions. Elle est réalisée par « une trentaine de personnes en comptant les monteurs, les caméramans, les ingénieurs du son, les truquistes, etc. ». Pour l’éditorial, « [ils sont] trois en permanence, et quelques journalistes pigistes pour certains sujets spécifiques. Alex Nassar est le principal journaliste rédacteur de l'émission, et [Bertrand Amar] défini[t] le contenu en tant que rédacteur en chef. [Ils sont] donc trois à faire les tests, avec Sébastien Magne en plus. »
Les équipes de Re-7 « ne voulaient surtout pas faire une émission « cheap » ». L'émission se déroule dans des décors en 3D — un garage, puis un restaurant —, qui sont créés par Fabrice Hourlier,,. « Une fois en plateau, Bertrand Amar et Fabrice Hourlier imaginent des petites mises en scène grâce au système d’incrustation sur fond vert. »

## Horaires et fréquence de diffusion
D'abord hebdomadaire,, l'émission passe à un format quotidien de 5 minutes en 2006 avec des tests grandeur nature dont un maximum réalisés par les enfants eux-mêmes. L'émission est ainsi diffusée du lundi au vendredi à 11h55 et rediffusée à 20h25.

## Accueil critique
David Choquet estime que « les reportages [sont] intéressants et les tests précis et sans concession. » Bertrand Jouvray souligne quant à lui « le soin apporté à la réalisation de l’émission » et affirme que « Bertrand Amar est le seul présentateur capable de s’adresser [aux jeunes téléspectateurs fans de jeux vidéo] sans parler comme un débile, ce qui est d’autant plus difficile vu le sujet. » Sylvie Kerviel du Monde observe pour sa part que « la réalisation [du décor virtuel] utilise une technique inédite particulièrement performante rendant l'illusion parfaite. »